# إلدور شومورودوف
إلدور شومورودوف (29 يونيو 1995 بأوزبكستان - ) هو لاعب كرة قدم أوزبكستاني في مركز الهجوم. شارك مع منتخب أوزبكستان تحت 20 سنة لكرة القدم ومنتخب أوزبكستان لكرة القدم. أما مع النوادي، فقد لعب مع نادي بونيودكور وFC Mash'al ‏.

## وصلات خارجية
- إلدور شومورودوف على موقع الاتحاد الأوربي (الإنجليزية)
- إلدور شومورودوف على موقع الاتحاد الآسيوي (الإنجليزية)
- إلدور شومورودوف على موقع إي إس بي إن إف سي (الإنجليزية)
- إلدور شومورودوف على موقع قاعدة بيانات كرة القدم.إي يو (الإنجليزية)
- إلدور شومورودوف على موقع ليكيب (الفرنسية)
- إلدور شومورودوف على موقع ناشيونال فوتبول تيمز (الإنجليزية)
- إلدور شومورودوف على موقع Soccerbase.com (لاعب) (الإنجليزية)
- إلدور شومورودوف على موقع Soccerway.com (الإنجليزية)
- إلدور شومورودوف على موقع عالم كرة القدم.نت (الإنجليزية)
- إلدور شومورودوف على موقع كووورة